# 백율희
백율희(1993년 8월 15일 ~ )는 대한민국의 MBC경남 창원방송의 아나운서이다.

## 경력
- MBN 인턴기자
- MBC경남 창원방송 공채 아나운서

## 학력
- 2012년 ~ 2018년 : 홍익대학교 법학과 졸업

## 진행
MBC 뉴스데스크 경남 (평일, 주말 교대)
즐거운 오후 2시 (라디오)
17시 뉴스 경남 (라디오)

## 과거
5 MBC 뉴스 경남[1]
생방송 경남아 사랑해[2]
생방송 건강좋은날
백율희의 바로시사 (라디오)
당신의 저녁 (라디오)